# 남면 (영월군)
남면(南面)은 대한민국 강원특별자치도 영월군의 면이다. 면적은 82.18 km2, 인구는 2015년 12월 말 주민등록 기준으로 2,352 명이다.

## 개요
남면은 영월의 실질적인 관문으로서 충청북도 제천시, 단양군과 경계를 이루고 있으며 전형적인 농촌지역이 주를 이루고 있으나, 경제 및 생활여건 변화의 기반조성을 위해 연당2리, 창원1리 일대에 세계최대 규모의 태양광 발전소 건립이 추진되고 있으며, 서강변의 넓은 들과 맑은 물을 배경으로 한 전원지역이다.

## 행정 구역
- 연당리(淵堂里): 1-5리
- 창원리(蒼院里)
- 토교리(土橋里)
- 조전리(助田里)
- 북쌍리(北雙里)
- 광천리(廣川里)

## 교육
- 연당초등학교
- 연당중학교

## 관광
남면의 교통으로는 태백선 연당역이 있으며, 일부 제천시의 시내버스와 영월군의 농어촌버스가 지나다닌다.
- 청령포 : 명승
- 영월의 관음송 : 천연기념물